# Sargon I di Assiria
Sargon I (XX o XIX secolo a.C. – XIX secolo a.C.) è stato re di Assiria dal 1920 a.C. al 1881 a.C. secondo la 
cronologia media, oppure, secondo la cronologia corta, dal 1856 a.C. al 1817 a.C..
Fu re durante il periodo cosiddetto assiro antico.
Non va confuso con Sargon di Akkad, re di Accadia.